# Jouons à la marchande
 (novembre 2014).
Jouons à la marchande est un jeu vidéo de simulation pour enfants développé par ZigZag Island et édité en 2008 par Deep Silver pour la console Nintendo DS
Le jeu fait partie des premiers titres de la franchise Jouons à, produite par le groupe Koch Media pour concurrencer la série Léa passion d'Ubisoft.

## Concept
Dans Jouons à la Marchande, le joueur incarne tour à tour une jeune fleuriste, une boulangère et une épicière afin de découvrir les différents métiers autour de l'univers de la marchande.
Le jeu est mis en scène sous la forme d'un mixte de minis jeux et d'écrans fixes permettant de discuter avec les personnages non jouables.

## Mini-jeux
Le jeu est composé de 15 mini-jeux :
Pour Fleuriste
- Décoration : correspondant à un jeu des 7 erreurs, le joueur devant trouver les erreurs s'étant dissimulées dans la vitrine de son magasin.
- Arrosage : le joueur doit placer des graines dans du terreau puis les arroser pour faire pousser les fleurs.
- Coupe : le joueur doit recomposer le bouquet qui lui est montré en exemple sur l'écran supérieur de la console.
- Pucerons : le joueur doit empêcher les pucerons de dévorer ses fleurs en les vaporisant.
- Pétales : le joueur doit enlever les pétales fanés présents sur certaines fleurs.
- Caisse : le joueur est responsable de la caisse du magasin et doit calculer combien chaque client lui doit.

Pour Boulangère
- Faire la pâte : le joueur doit préparer la pâte en ayant à sa disposition différents ingrédients et une recette.
- Pétrir : le joueur doit donner la forme d'une baguette aux morceaux de pâte passant devant lui sur le tapis roulant.
- Cuisson : le joueur doit cuire à la bonne température ses créations.
- Gâteaux : le joueur doit mettre le bon coulis sur les gâteaux qui défilent devant lui.

Pour Epicière
- Fruits : le joueur doit servir le bon poids de fruits par rapport aux demandes de ses clients.
- Colis : le joueur doit déballer les colis qu'il vient de recevoir et ranger chaque aliment à sa bonne place dans le magasin.
- Légumes : le joueur doit choisir le bon légume qu'on lui demande et utiliser la balance pour servir le bon poids.
- Ranger le magasin : en fin de journée, le joueur doit ranger les articles éparpillés au mauvais endroit dans les rayons.
- Caissière : le joueur gère la caisse du supermarché, il doit prendre chaque article, le passer devant le flash de la caisse puis le déposer dans le sac du client.

## Noms localisés
Le nom de la gamme est localisé suivant les pays. Ainsi on retrouve pour ce titre :
- Jouons à la marchande en France
- Let's Play Shops au Royaume-Uni
- Let's Play Il Mio Negozio en Italie
- Spielen wir Verkäuferin en Allemagne
- Juguemos a Las Tiendas en Espagne